# Conquesta de Girona
La conquesta de Girona de 785 fou un episodi de la conquesta carolíngia d'Hispània després del qual els descendents dels refugiats visigots del Regne Franc pogueren recuperar els antics territoris del Regne visigòtic de Toledo al sud dels Pirineus de mans dels musulmans, que havien conquerit unes set dècades abans. Aquest territori posteriorment es convertí en el comtat de Girona i, amb el temps, passà a formar part del Principat de Catalunya.

## Antecedents
L'any 711 s'inicià la invasió musulmana d'Hispània. Davant la descomposició absoluta del poder visigot, l'expansió musulmana fou molt ràpida i ben aviat va atènyer Girona, possiblement vers el 715. Sembla que la ciutat fou ocupada sense cap resistència i no patí, doncs, cap mena de destrucció. Les elits locals capitularen i el nou poder musulmà imposà un tribut personal i territorial. Els musulmans iniciaren la construcció d'una mesquita ben aviat i expropiaren tots els béns de l'Església i de la noblesa visigòtica.
La conquesta franca dels territoris que ara és Catalunya va començar el 759 al valiat d'Arbuna (la Septimània) amb la conquesta d'Arbuna (setge d'Arbuna) després d'un setge de set anys. Anys més tard, els governants iemenites d'Ath-Thaghr al-Alà, enfrontats al sirià Abd-ar-Rahman I, l'emir omeia de Qúrtuba, es van revoltar i van aliar-se amb Carlemany qui va acceptar l'oferta dels representants musulmans de Girona, Barcelona i Osca, que en la Dieta de Paderborn van oferir els seus territoris a canvi de suport militar. La revolta fou desmantellada, i la fallida campanya contra Saragossa (setge de Saragossa) va acabar amb la mort de Sulayman ibn Yaqdhan al-Kalbí al-Arabí a mans del seu antic aliat Hussayn ibn Yahya al-Ansarí i la derrota dels francs a la batalla de Roncesvalls.

## Desenvolupament tàctic
El 785 les mateixes elits locals que havien capitulat als musulmans lliuraren la ciutat de Djarunda, que estava governada pel valí de Madinat Barshiluna, Matruh ibn Sulayman, a les tropes de Carlemany, que no va intervenir en la campanya.
La debilitat musulmana a la regió, la proximitat carolíngia i la defecció de les ciutats de la Septimània en pro dels francs precipitaren el canvi de bàndol de Girona. Segons l'Alterum Rivipullense, hi hagué intervenció divina en suport dels cristians.
| «                      | Et apparuit crux ignea in aere supra locum ubi nunc est altare beatae virginis. Et propter hoc mutavit eadem, quae nunc erat in ecclesia Santi Felicis, in loco ubi nunc est | » |
| — Alterum Rivipullense | |   |

## Conseqüències

Expansió de l'Imperi Franc entre 481 i 814

Carlemany creà el comtat de Girona; Ramon d'Abadal va veure la Conquesta de Girona com l'inici del procés que duu cap al naixement de la Catalunya posterior, la qual cosa palesa encara més la importància que Girona havia obtingut al llarg del temps.
La presa de Girona no evità diverses ràtzies cordoveses al territori perdut, entre elles la del 793 dirigida per Abd-al-Màlik, en la que s'assetjà Girona i Narbona, vencent a Guillem I de Tolosa a la batalla d'Orbieu, retirant-se a continuació a la Cerdanya.
Les noves institucions feudals tant del Bisbat de Girona com del Comtat de Girona, tot i ser encapçalades per capitosts nomenats pel rei de França, estaran majoritàriament dominades per personatges de l'antiga aristocràcia visigoda, que mantindran les lleis i usos gots (Liber Iudiciorum), pel que el procés de feudalització no arribarà als nivells assolits al nucli del Regne Franc com Nèustria o Austràsia. Barcelona trigarà setze anys a ser subjugada per les tropes francogodes, vassalls del rei dels francs.